# Relaciones Colombia-Venezuela
Las relaciones entre Colombia-Venezuela se refieren a las relaciones diplomáticas entre la República de Colombia y la República Bolivariana de Venezuela, ambas naciones sudamericanas que comparten una frontera terrestre de 2341 km de longitud. La relación se ha desarrollado desde principios del siglo XVI, cuando los colonizadores españoles crearon la Provincia de Santa Marta (hoy Colombia) y la Provincia de Nueva Andalucía (hoy Venezuela) siendo dos entidades administrativas coloniales de España. Los dos países comparten una historia en común por haber sido territorio virreinal español, por lograr su independencia con Simón Bolívar a la vanguardia, para luego convertirse en una sola nación –la Gran Colombia– que se disolvió en el siglo XIX dando origen a la actual situación de dos estados soberanos. A raíz de entonces, la relación general entre los dos países ha oscilado entre la cooperación y la lucha bilateral.

## Historia
Estos países vecinos comparten una historia similar al haber sido gobernados por el Imperio Español y haber sido parte de una sola nación, la Gran Colombia, por un corto período de tiempo después de lograr su respectiva independencia, de la mano de próceres como Simón Bolívar y Francisco de Paula Santander, entre otros. La disputa fronteriza es muy anterior a la fundación de las naciones modernas, y se remonta a las dificultades experimentadas en la integración del límite entre las colonias de Santa Marta (ahora Santa Marta, Colombia) y Nueva Andalucía (ahora Cumaná, Venezuela). Durante la época colonial la Península de La Guajira, entonces habitada por los indígenas wayú, habían resistido a la invasión de los españoles procedentes de Santa Marta y Nueva Andalucía, una situación que impidió a las colonias la delimitación de sus territorios en la zona. A finales de la época colonia, con la independencia de las dos colonias los indígenas wayú fueron finalmente sometidos. Los nuevos territorios independientes comenzaron las negociaciones formales para dividir la península Guajira de manera longitudinal. Las negociaciones fracasaron y las dos partes solicitaron a España su intervención. En 1891 la corona española emitió un juicio, pero fracaso una vez más en delimitar la frontera debido a las confusas ubicaciones geográficas de la sentencia.
Desde el siglo XX la relación ha evolucionado con altibajos sobre todo con respecto a la disputa del territorio marítimo sobre el Golfo de Venezuela. El punto más bajo en la relación bilateral se produjo el 19 de agosto de 1987, después de que la corbeta colombiana ARC Caldas (FM-52) se adentró en las aguas en disputa y el entonces presidente de Venezuela, Jaime Lusinchi, ordenó a la Fuerza Aérea de Venezuela a desplegarse en la zona. El enfrentamiento se resolvió por la vía diplomática, pero la disputa marítima se mantuvo.

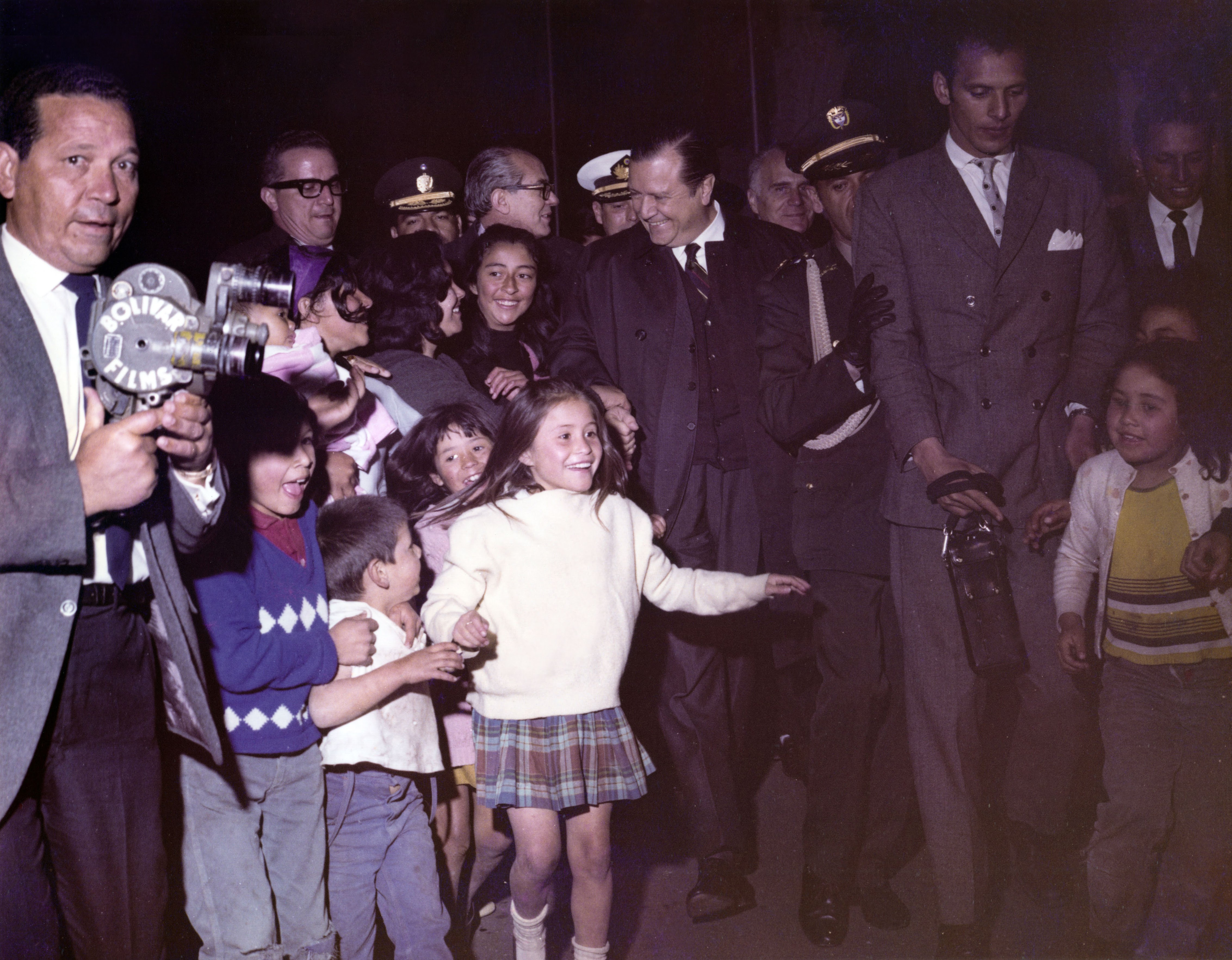
Visita oficial del presidente venezolano Rafael Caldera a Colombia en 1969.

El conflicto armado en Colombia entre el gobierno y grupos guerrilleros colombianos también ha provocado problemas entre los dos países. Incursiones ilegales militares por parte de las dos fuerzas militares de los países en el territorio del otro han sido frecuentes desde que el conflicto en Colombia se intensificó en la década de 1980, que posteriormente provocaron desplazamientos forzados de civiles en Colombia y en Venezuela. Grupos armados ilegales también se adentraron en Venezuela. El contrabando fluye de un territorio a otro en función de la oferta y la demanda a lo largo de la frontera común de 2.210 km. Productos ilegales van desde la gasolina, drogas y armas a vehículos robados. Desde 2002, las relaciones entre los dos países ha fluctuado debido a las diferencias ideológicas que separan a ambos gobiernos.

## Cronología

### 1811-1922

Mapa de la frontera entre Colombia y Venezuela.

#### Tratados fronterizos
El primer tratado entre Colombia y Venezuela data de 1811, con la firma del tratado Lozano-Cortés. En 1833 se firmó el Tratado Michelena-Pombo en materia de comercio, navegación y frontera entre ambas naciones, sin embargo este fue desconocido por el Congreso de Venezuela debido a una supuesta situación desfavorable para Venezuela al ceder gran parte de la Península de La Guajira. En 1881 se firmó el Tratado Arosemena-Guzmán en un intento de avanzar en la demarcación de fronteras de ambos países, conforme a lo establecido en este tratado se llevó a cabo un Laudo Arbitral Español.

### 1922-1941

#### Fin de la disputa fronteriza por tierra
Las negociaciones bilaterales continuaron por el tema fronterizo; en 1922 se le solicitó al Consejo Federal Suizo dar una segunda opinión, lo que no ocurrió. En 1939 el gobierno venezolano emitió un decreto imponiendo una línea de fronteriza marítima desde el pueblo de Castilletes en la Península de La Guajira a la Península de Paraguaná, que resultó en que la mayor parte del Golfo perteneciera a Venezuela. El gobierno colombiano reaccionó a esto a finales de la década de 1940 pidiendo al gobierno venezolano rectificar y trazar una línea media de acuerdo con la Convención de las Naciones Unidas sobre el Derecho del Mar.
En 1941 una vez más las negociaciones bilaterales se reanudaron para resolver la frontera territorial, pero no lograron resolver las diferencias en relación con el territorio marítimo.

### 1941-1987
El 5 de abril de 1941, Colombia y Venezuela crearon el Tratado López de Mesa-Gil Borges, oficialmente conocido como el «Tratado de Demarcación de Fronteras y Navegación de los ríos comunes entre Colombia y Venezuela».

#### Caso Los Monjes

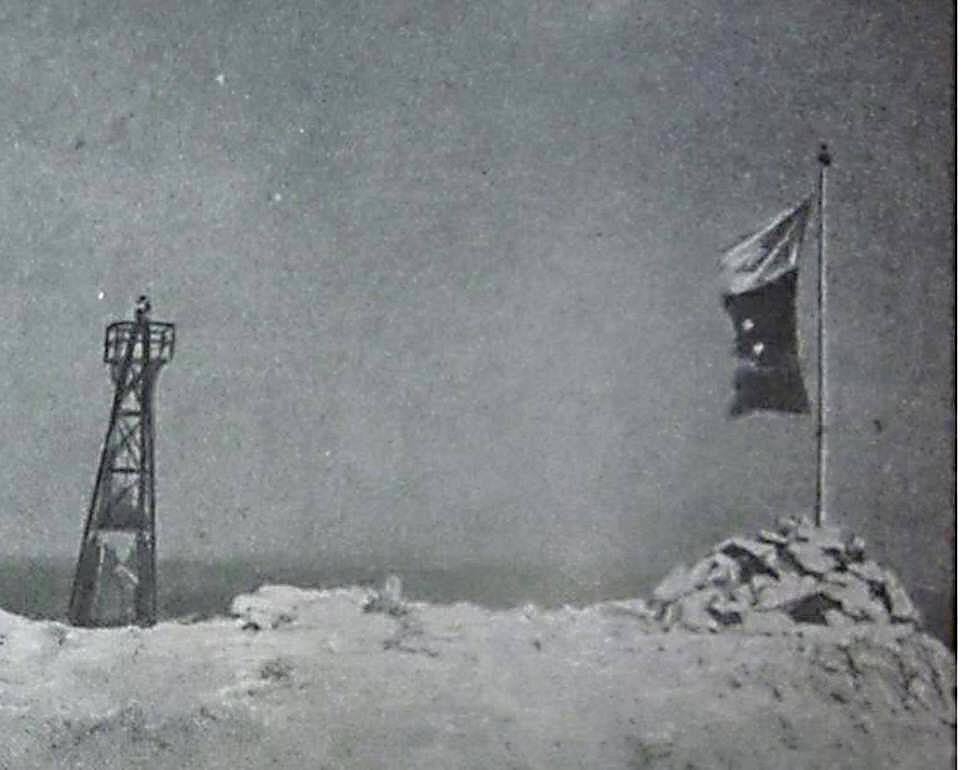
Bandera de Venezuela izada en el Archipiélago Los Monjes en 1952.

El 22 de noviembre de 1952, el canciller de Colombia, Joaquín Uribe Holguín, suscribió una nota diplomática en la que reconocía la soberanía de Venezuela sobre el archipiélago Los Monjes. El Consejo de Estado de Colombia declaró la nulidad de la respectiva nota diplomática en el año 1992, cuatro décadas después de emitirse. El Gobierno Colombiano, sin embargo, aclaró que no reclamaría las islas y se mostró dispuesto a reconocer mediante un tratado la soberanía de Venezuela sobre ellas.

### 1987-1991
El 12 de junio de 1987 miembros del Ejército de Liberación Nacional de Colombia atacan en la Serranía del Perijá, una patrulla de la Guardia Nacional Venezolana asesinando a 10 soldados.

#### La crisis de la Corbeta Caldas

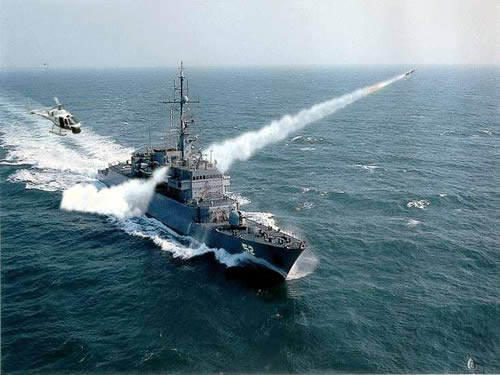
El ARC Caldas (FM-52) es una corbeta de la clase Almirante Padilla.

Las tensiones se incrementaron el 11 de agosto de 1987 como resultado de la Crisis de la Corbeta Caldas. La Corbeta de misiles colombiana Caldas se negó a salir de las aguas en disputa afirmando que pertenecían a Colombia. El gobierno venezolano reaccionó enviando una flota de aviones de combate F-16 y casi se entró en combate.

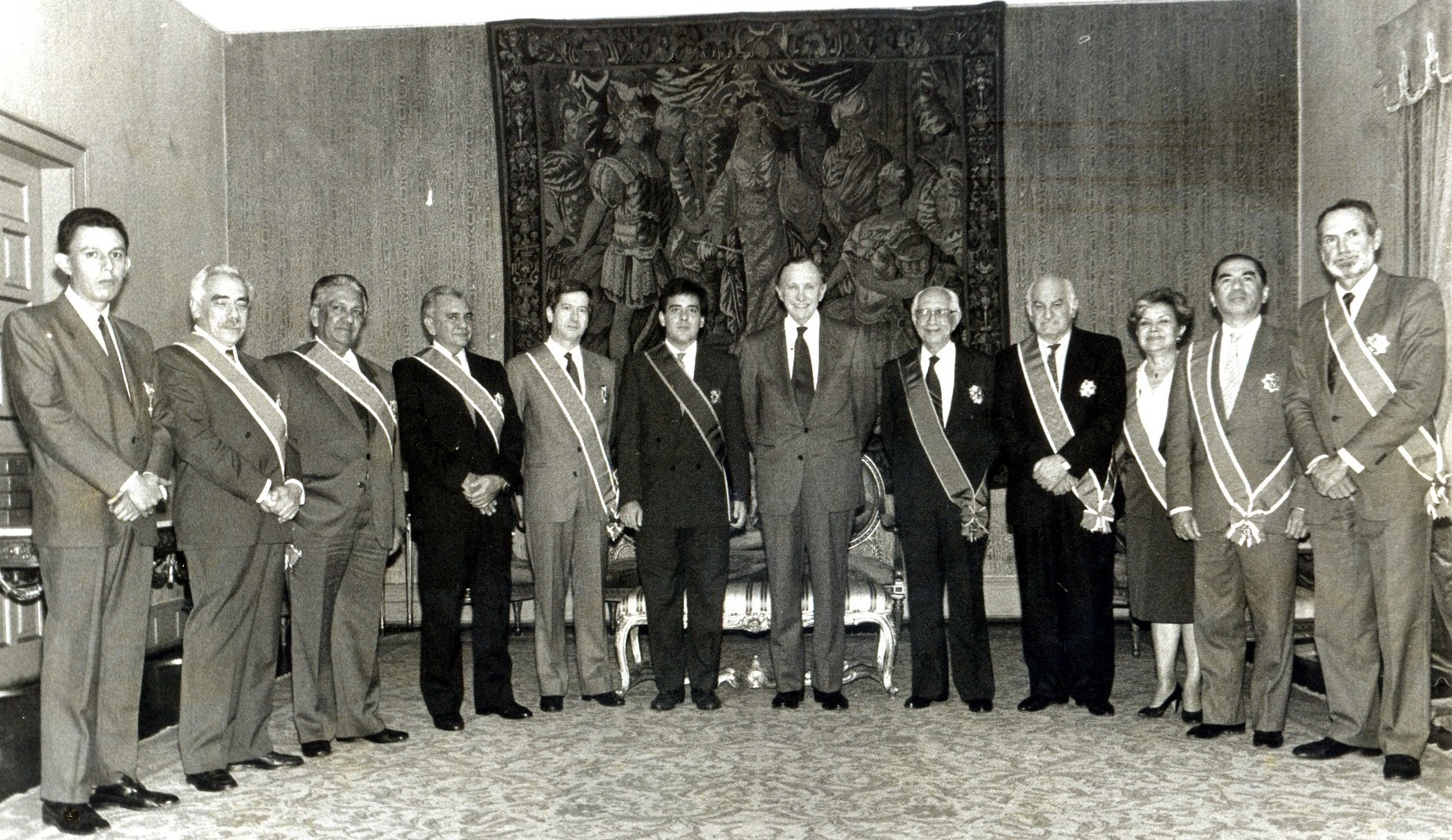
Miembros de la Comisión presidencial de asuntos fronterizos colombo-venezolanos en el Palacio de San Carlos (Bogotá) en Colombia en 1991.

El 20 de junio de 1989, Colombia y Venezuela crearon la «Comisión de vecindad Colombo-Venezolana». Ese mismo año se creó la Comisión presidencial de asuntos fronterizos colombo-venezolanos.
Ambos países luego firmaron el «Acuerdo de Cielos Abiertos», el 18 de mayo de 1991. También crearon la «Comisión mixta para el control del tráfico de estupefacientes».

### 1994-1998: Combifron
En 1994 el gobierno colombiano y venezolano crearon la «Comisión Binacional de Fronteras» (Combifron), que pretendía intercambiar información militar entre los dos países. Ese mismo año ambos países sumado México crearon el Grupo de los Tres, un Tratado de libre comercio entre las tres naciones hispanoamericanas.

#### Incursión del ELN en Venezuela
El 25 de febrero de 1995, el grupo guerrillero colombiano Ejército de Liberación Nacional (ELN) atacó un puesto militar fluvial en territorio venezolano matando a 8 venezolanos e hiriendo a 12 infantes de marina.

### 1998-2002
El 30 de abril de 1998, la guerrilla del ELN asaltó el municipio fronterizo colombiana de Ragonvalia. Después de los ataques la guerrilla cruzó la frontera hacia Venezuela. El presidente venezolano Rafael Caldera autorizó al Ejército de Colombia a entrar en Venezuela y combatir a la guerrilla.

#### 2000: Incursión militar venezolana en Colombia
El 21 de marzo de 2000, cuatro helicópteros venezolanos y dos aviones entraron en el espacio aéreo colombiano y bombardearon un área en la región selvática Catatumbo, en el departamento del Norte de Santander. El 23 de abril, los gobiernos de Colombia y Venezuela firmaron un acuerdo de entendimiento por los problemas del desplazamiento de la población. Esto en cuanto a los ciudadanos colombianos desplazados por el conflicto que cruzaban la frontera con Venezuela. Entre mayo y junio de 2000, camioneros venezolanos bloquearon el cruce de la frontera entre los dos países en protesta por la falta de garantías para su seguridad en Colombia, debido a los constantes ataques perpetrados por la guerrilla colombiana.

#### 2001: Caso Ballestas
En febrero de 2001, el comandante del ELN José María Ballestas, acusado en Colombia de secuestrar un avión de Avianca, fue capturado en Venezuela, pero más tarde fue puesto en libertad condicional, causando tensiones diplomáticas entre los gobiernos de Hugo Chávez y Andrés Pastrana. Ballestas fue recapturado por las autoridades venezolanas en diciembre de 2001, y fue extraditado desde Venezuela a Colombia.

#### 2002: Golpe de Estado en contra de Hugo Chávez
Después del Golpe de Estado en Venezuela de 2002 que depuso a Chávez durante dos días, Pedro Carmona huyó de su arresto domiciliario y pidió asilo político en la residencia del embajador de Colombia en Caracas, el cual finalmente le fue concedido. El gobierno de Hugo Chávez criticó la decisión, pero concedió un salvoconducto para que Carmona saliera de Venezuela.

### 2002-2008

#### Rodrigo Granda
En 2004 la relación volvió a escalar entre los dos países con el secuestro en Caracas del guerrillero colombo-venezolano Rodrigo Granda. Granda fue trasladado por sus captores a la ciudad fronteriza de Cúcuta en Colombia y detenido por la Policía Nacional de Colombia por cargos de rebelión.

#### 2007: Acuerdos humanitarios con las FARC-EP
A finales de 2007 el presidente de Colombia, Álvaro Uribe, a través de la senadora colombiana Piedad Córdoba, contactó al presidente de Venezuela, Hugo Chávez, para facilitar las negociaciones de intercambio humanitario de prisioneros por rehenes entre el gobierno de Colombia y las Fuerzas Armadas Revolucionarias de Colombia - Ejército del Pueblo (FARC-EP).
Durante una reunión privada en la Cumbre Iberoamericana de 2007, Uribe le habría pedido a Chávez que no se pusiera en contacto con los mandos militares colombianos. Dos semanas después de la cumbre, Chávez hablo por teléfono con el general del Ejército Nacional colombiano Mario Montoya Uribe. El asunto le fue reportado a Uribe quien anunció públicamente la interrupción de la facilitación con las FARC-EP que llevaba Chávez y Córdoba.

#### Operación Emmanuel

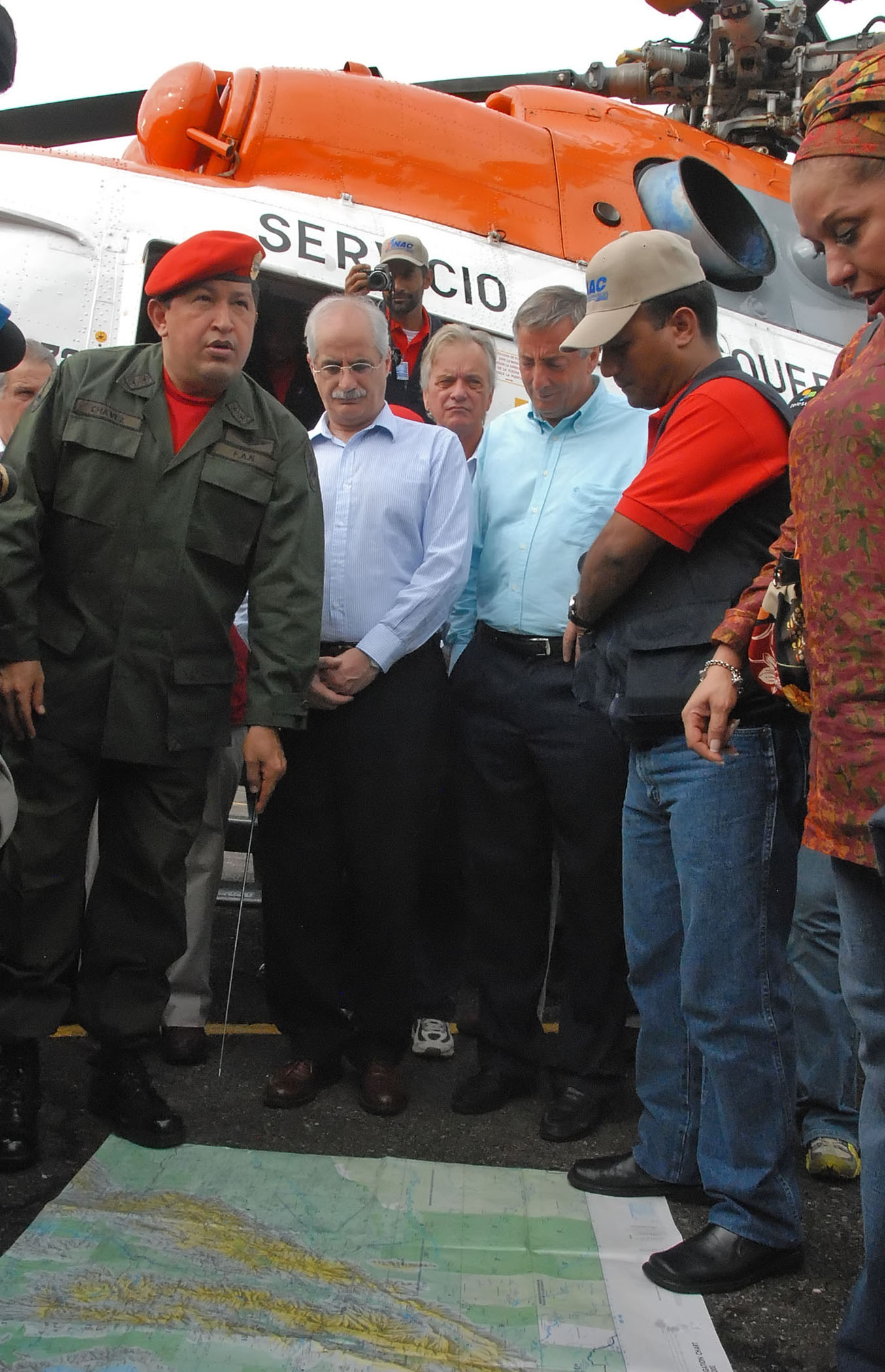
Hugo Chávez junto a los garantes de la Operación Emmanuel.

Mientras que las relaciones entre los dos gobiernos continuaron siendo tensas, el 27 de diciembre de 2007, Chávez dijo públicamente que tenía establecido un plan para rescatar a tres rehenes prometidos a Chávez por la guerrilla de las FARC-EP, entre ellos Clara Rojas y Emmanuel, su hijo nacido en cautiverio. Todo ello después que el presidente colombiano Uribe decidiera poner fin a la mediación de Chávez y Piedad Córdoba.
La Operación Emmanuel utilizó aviones de Venezuela en coordinación con la Cruz Roja Internacional para volar sobre Colombia y rescatar a los rehenes de las FARC-EP.

#### Operación Camino a la libertad
En febrero de 2008, el gobierno venezolano puso en marcha una nueva operación para liberar a cuatro rehenes en poder de las FARC-EP: Luis Eladio Pérez, Orlando Beltrán, Gloria Polanco y Jorge Eduardo Gechem, todos ellos exsenadores secuestrados por las FARC-EP con el fin de presionar al gobierno colombiano.

#### 2008: crisis diplomática andina
El 1 de marzo de 2008 el ejército colombiano lanzó un ataque contra las FARC-EP en la zona fronteriza entre Colombia y Ecuador, que terminó con la muerte de 19 guerrilleros, entre ellos el segundo al mando del grupo, Raúl Reyes. El campamento guerrillero se encontraba a unos 1,8 km en una zona selvática dentro del territorio ecuatoriano.
El presidente colombiano Álvaro Uribe llamó al presidente de Ecuador, Rafael Correa, con el argumento de que las fuerzas colombianas habían cruzado la frontera durante el combate en persecución de los guerrilleros. Correa dijo que iba a investigar los hechos y más tarde acusó al gobierno de Colombia de mentir, llamando a consultas al embajador ecuatoriano en Bogotá. El gobierno colombiano posteriormente se disculpó por sus acciones.
Como reacción a este evento, Hugo Chávez afirmó que si Colombia lanzaba una operación similar en el territorio venezolano lo consideraría un acto de guerra y verbalmente atacó al presidente colombiano. También ordenó a diez batallones de la Guardia Nacional a trasladarse a la frontera entre Colombia y Venezuela y cerró su embajada en Bogotá. Chávez también ofreció su apoyo al presidente ecuatoriano Correa. El 9 de marzo de 2008, el gobierno venezolano anunció el re-establecimiento de las relaciones diplomáticas con Colombia.
Chávez solicitó a la Unión Europea que sacara a las FARC-EP de sus listas de organizaciones terroristas, solicitud que fue rechazada rotundamente. Las FARC-EP había sido añadida a la lista de la Unión Europea en el año 2002 tras el secuestro de Íngrid Betancourt, uno de los 700 rehenes en poder de las FARC-EP para el 2008.

### 2009-2021

#### 2009: Masacre del Táchira
A finales de julio, el gobierno colombiano afirmó que cohetes antitanque AT4 fabricados por Saab Bofors Dynamics en Suecia, y más tarde adquiridos por Venezuela estaban siendo utilizados por las FARC-EP. En respuesta, el presidente Chávez ordenó a la mayoría de los miembros del personal de la embajada en Colombia a regresar a Venezuela, incluyendo el embajador. Solo los "funcionarios de menor rango" se quedaron en la embajada. Venezuela detuvo las importaciones de automóviles de Colombia y excluyó a una empresa de energía de Colombia a explorar la rica región petrolera del Orinoco. El embajador de Venezuela más tarde fue enviado de regreso a Bogotá.
El presidente Chávez declaró que los cinco cohetes antitanque fueron robados cuando el grupo guerrillero colombiano atacó un puesto militar en 1995 y se hizo con las armas. Sin embargo, el semanario colombiano Revista Semana informó que el ataque contra el puesto avanzado de Venezuela en 1995 se llevó a cabo por el ELN en lugar de las FARC-EP y que Chávez no pudo explicar cómo las armas habrían pasado de un grupo guerrillero a otro. Además, exmilitares venezolanos negaron que los cohetes en cuestión estuvieran presentes en el puesto de avanzada.

#### 2010: Computadores de Raúl Reyes
En 2010, se da una nueva crisis diplomática debido a las acusaciones en julio de 2010 del presidente saliente Álvaro Uribe de que el gobierno venezolano estaba permitiendo activamente que las guerrillas de las FARC-EP y del ELN se refugiaran en territorio venezolano. Uribe presentó pruebas ante la Organización de los Estados Americanos (OEA) supuestamente extraída de las computadoras portátiles adquiridas en 2008 durante la incursión de Colombia en un campamento de las FARC-EP en Ecuador. En respuesta a las acusaciones de Uribe Venezuela rompió relaciones diplomáticas.
La crisis se resolvió después de que Juan Manuel Santos fuera investido como el nuevo presidente de Colombia. Los dos presidentes se reunieron poco después en la ciudad colombiana de Santa Marta.

#### 2013: Henrique Capriles
En 2013, se da una nueva crisis diplomática se desencadenó debido al malestar expresado por el gobierno venezolano de Nicolás Maduro con su homólogo colombiano Juan Manuel Santos por la recepción de Henrique Capriles en la Casa de Nariño en mayo de 2013. Capriles se encontraba en una gira por la región denunciando el supuesto fraude fraguado en las elecciones presidenciales de 2013 en donde el «sucesor» de Hugo Chávez había obtenido una ajustada victoria electoral.
Por su parte, el presidente de la Asamblea Nacional venezolana, Diosdado Cabello relacionó esta reunión con un supuesto complot entre la oposición venezolana y sectores colombianos para deponer a Maduro del poder. Las relaciones bilaterales se normalizaron en julio de 2013 con un encuentro presidencial realizado en la ciudad venezolana de Puerto Ayacucho.

#### 2015
En 2015 se desarrolla una crisis bilateral luego que el gobierno de Nicolás Maduro cerrará el paso por el Puente Internacional Simón Bolívar, cruce fronterizo que une a Colombia y Venezuela en el estado Táchira y deportará a ciudadanos colombianos que se encontraban en este estado, supuestamente por estar implicados en el ataque de unos soldados venezolanos en la zona, así como en actividades ilegales como el contrabando de gasolina y bienes básicos. Las autoridades venezolanas advirtieron que el cierre se podría extender a toda la frontera binacional.

#### 2016

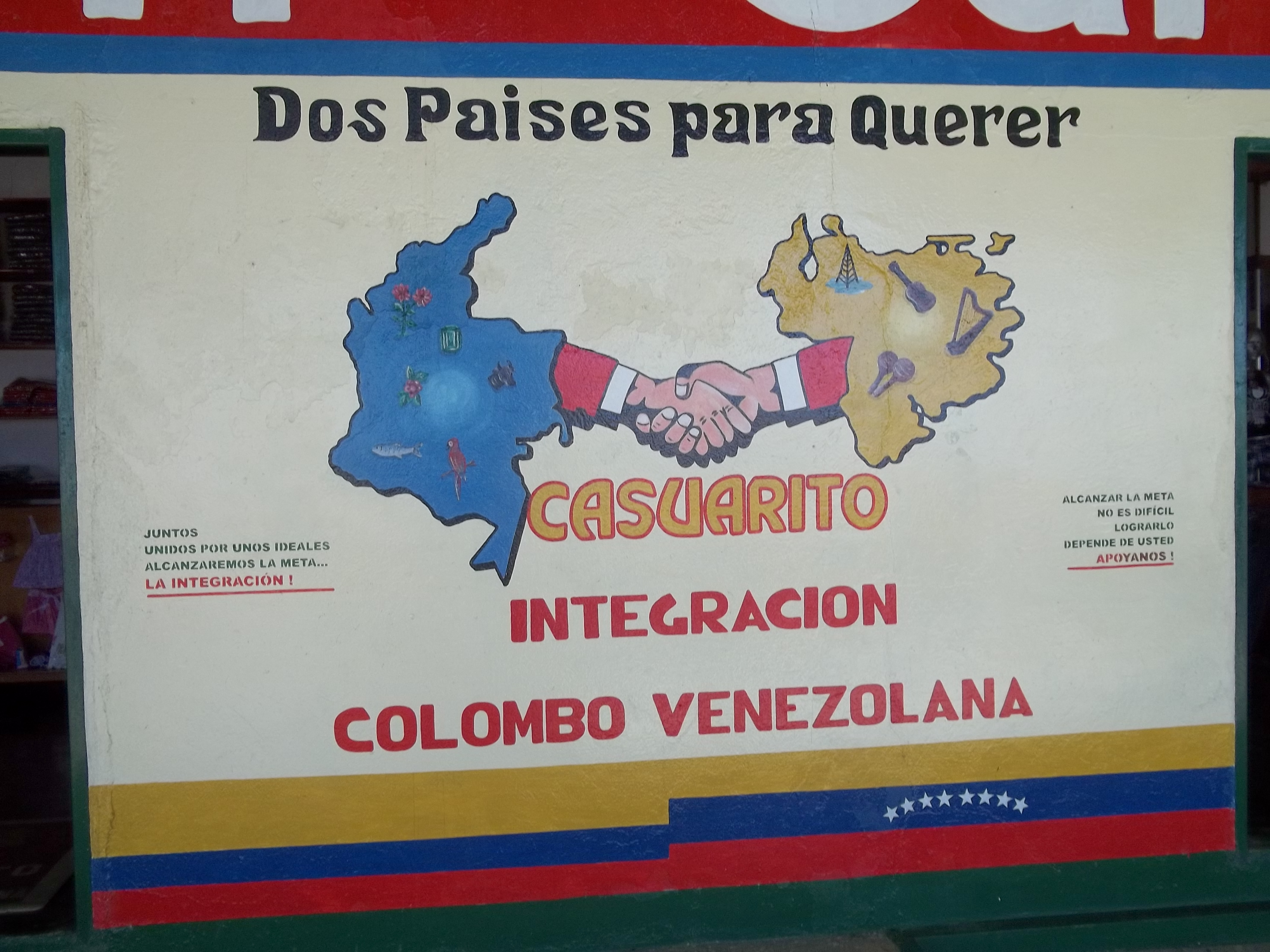
Mural de fortalecimiento cultural entre los dos países.

En julio de 2016 un grupo de 500 mujeres venezolanas burlaron a la GNB venezolana y cruzaron hacia la ciudad colombiana de Cúcuta en busca de alimentos y medicinas que no hay en Venezuela debido al desabastecimiento. En el fin de semana siguiente, el gobierno de Nicolás Maduro permitió el paso hacia el lado colombiano. En el primer fin de semana cruzaron cerca de 150.000 personas, mientras que en el segundo lo hicieron más de 350.000 venezolanos buscando comida, medicinas y otros productos de primera necesidad en Colombia. En agosto de 2016 la frontera fue reabierta por ambos gobiernos. Solo permitieron el paso de carga desde las 8 de la noche hasta las 12 de la medianoche durante dos años.

#### 2018
El 21 de septiembre de 2018 nuevamente cerraron el paso de mercancía  entre Colombia y Venezuela por el temor de una posible invasión por parte de EE. UU. esto solo ocurrió en el estado Táchira.

#### 2019
En enero de 2019, Juan Guaidó, presidente de la Asamblea Nacional (declarado en desacato a la fecha por el Tribunal Supremo de Justicia), se juramenta presidente encargado de Venezuela. Consecuentemente, cerca de 50 países lo reconocen oficialmente como presidente interino, retirándole el reconocimiento a Nicolás Maduro. Esto crea una nueva etapa en la crisis venezolana durante la cual suceden varios hechos, entre ellos, un ofrecimiento de ayuda humanitaria de EE. UU. a Venezuela, obteniendo la aceptación de Guaidó (reconocido por EE. UU.). Maduro, sin embargo, califica este ofrecimiento como un show, una humillación para Venezuela, y la excusa para una invasión militar al territorio venezolano. 
En febrero de 2019, se celebra en la frontera entre Colombia y Venezuela (del lado colombiano) un concierto con el objetivo de presionar al gobierno de Maduro para que permita ingresar la ayuda humanitaria, mientras que del lado venezolano se da una serie de conciertos en rechazo al primero y a la intervención estadounidense. Durante este último, el 23 de febrero, Maduro rompe relaciones diplomáticas con Colombia y les da 24 horas a los funcionarios diplomáticos de aquel país para retirarse de Venezuela.

#### 2020
En julio de 2020, el Instituto Colombiano para la Evaluación de la Educación permitió que migrantes venezolanos con cédula tuvieran la posibilidad de presentar la prueba que valida el bachillerato.

#### 2021
Se anuncia la apertura comercial por la frontera  entre Venezuela y Colombia que fue  cerrada hace 6 años, fueron removidos los contenedores que bloqueaban la circulación por el principal puente binacional colocados después de febrero de 2019 para evitar el ingreso de la ayuda económica sobre el Puente "Simón Bolívar-Francisco de Paula Santander"
Los comerciantes de Táchira tildan de farsa la reapertura de la frontera con Colombia, por el momento no hay paso migratorio ni comercial

### 2022- actualidad
Venezuela anuncia el restablecimiento de las relaciones militares con Colombia
Dos días después de la toma de posesión del presidente Gustavo Petro, el ministro de Defensa de la República Bolivariana de Venezuela, Vladimir Padrino, anunció que recibió órdenes de Nicolás Maduro para restablecer “de inmediato” las relaciones militares con las nuevas autoridades colombianas, en particular su homólogo Iván Velásquez Gómez. El 11 de agosto Nicolás Maduro presidente de Venezuela nombra al ex canciller Félix Plasencia embajador ante la República de Colombia, por su parte Gustavo Petro presidente de Colombia nombra a Armando Benedetti embajador ante la República Bolivariana de Venezuela. 
El 20 de septiembre el gobierno de Nicolás Maduro recupera la administración de Monómeros Colombo Venezolanos S.A. administrada por el líder opositor venezolano Juan Guaidó. Con la llegada a la presidencia de Colombia del presidente Gustavo Petro en agosto quien reconoce a Nicolás Maduro.

#### 2023
El 1 de enero se abre el Puente Internacional Tienditas, fronterizo entre Venezuela y Colombia. Su construcción había sido concluida en 2016, pero por los problemas fronterizos entre ambos países no había sido inaugurado.
El 16 de febrero Nicolás Maduro y Gustavo Petro firman en Cúcuta el Acuerdo de Alcance Parcial de Naturaleza Comercial. Como hecho destacado se reabre la frontera entre ambos países.
El 25 de abril se inicia en la ciudad de Bogotá la "Conferencia Internacional sobre el proceso político en Venezuela" con la presencia de 20 delegaciones de diferentes países. Anteriormente el 6 de agosto de 2019 se realizó una Conferencia Internacional en la ciudad de Lima.
El 2 de junio el presidente Gustavo Petro sustituirá a Armando Benedetti de la embajada de Venezuela por Milton Rengifo Hernández quien continuará ejerciendo hasta el 23 de junio. El 22 de junio, distintos medios de información han informado que Armando Benedetti sigue en funciones como Embajador de Colombia en Venezuela, también que extendieron su tiempo en el cargo hasta el 19 de julio.

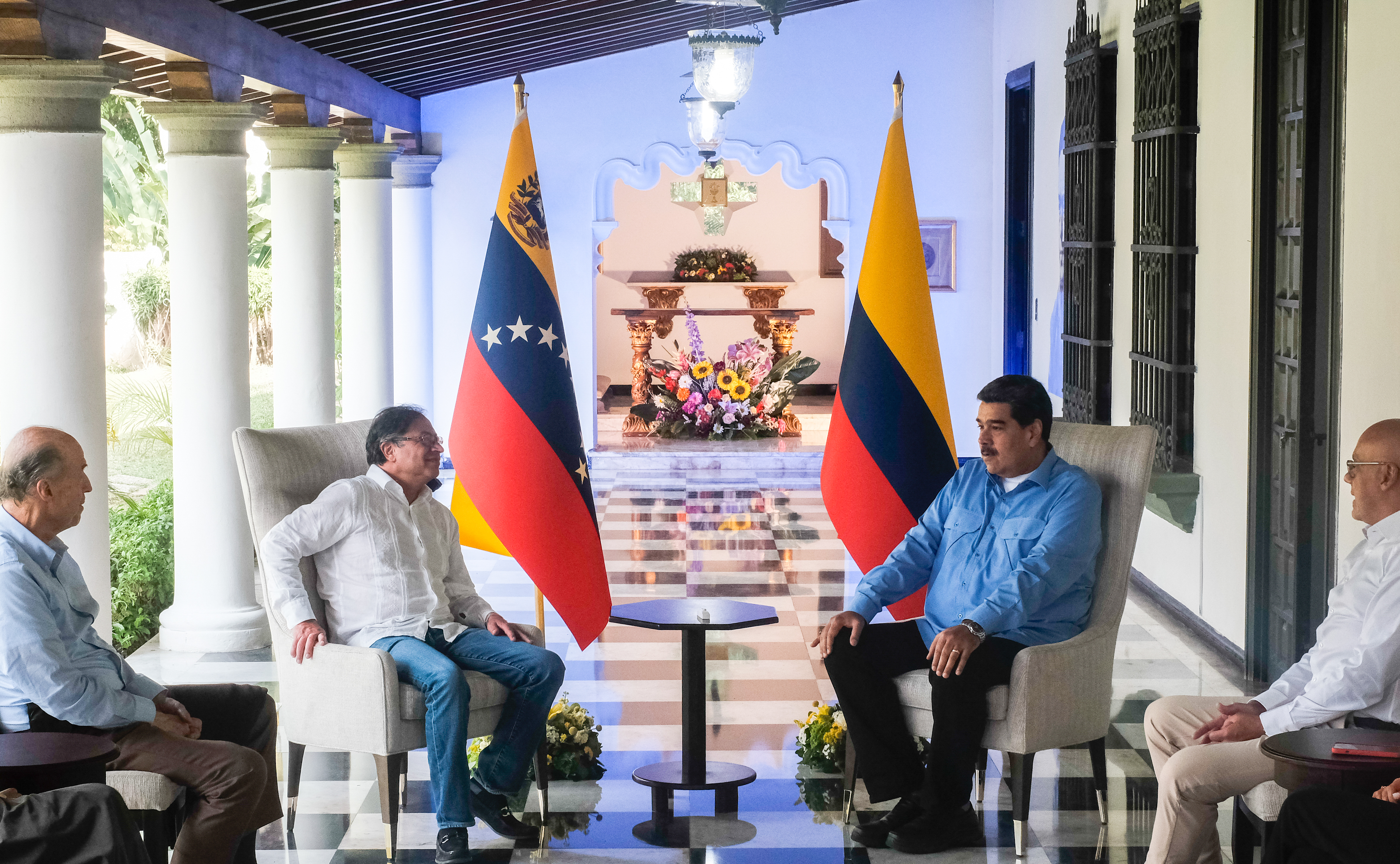
Gustavo Petro (izquierda) y Nicolás Maduro reunidos en Caracas; 2023.

#### 2024
El 4 de febrero EE UU pide que Gustavo Petro sea el mediador entre su homólogo, Nicolás Maduro, y la coordinadora de la organización política Vente Venezuela, María Corina Machado, funcionarios de Estados Unidos detallaron que no quieren imponer más sanciones a Venezuela. Se reunieron en la embajada de Colombia en Washington el subsecretario del Departamento de Estado para el Hemisferio Occidental, Brian A. Nichols, y el asesor de la Casa Blanca para Latinoamérica, Juan Sebastián González, visitaron al embajador Luis Gilberto Murillo. El 17 de febrero Gustavo Petro critica decisión de Venezuela de expulsar al personal de la Oficina del Alto Comisionado de las Naciones Unidas para los Derechos Humanos, "Nosotros nos hemos pronunciado desde hace años sobre la situación de Venezuela. Yo le pedí al presidente (Hugo) Chávez que reingresara al Sistema Interamericano de Derechos Humanos".
En marzo durante la crisis de la inscripción de candidatos a las elecciones presidenciales Colombia criticó al gobierno de Venezuela por impedir la inscripción de candidatos y tomó la inusual medida de emitir comunicados a Venezuela después de que la oposición del país denunciara que se le impidió inscribirse para las elecciones del 28 de julio no eran compatibles con el acuerdo de Barbados encontrándose como observador durante la firma del acuerdo el 17 de octubre de 2023. En respuesta el régimen de Maduro protestó acusando a Colombia de realizar un acto de grosera injerencia. Por otra parte el presidente de la Asamblea Nacional Jorge Rodríguez Gómez responde groseramente a los presidentes Petro y Lula: «Métanse sus opiniones por donde les quepan» El 30 de mayo el canciller de Colombia, Luis Gilberto Murillo, informó que su país no enviará observadores a las elecciones presidenciales en Venezuela, previstas para el 28 de julio, al explicar que no tuvieron tiempo para estructurar un equipo con las características técnicas exigidas por el CNE.
El 2 de agosto los presidentes Gustavo Petro, Andrés Manuel López Obrador y Luiz Inácio Lula da Silva conversaron durante  una hora por videoconferencia y coincidieron en dos temas centrales: intensificar sus exigencias al chavismo para que entregue las actas de votación que cinco días después de los comicios ningún organismo oficial ha hecho público y propiciar una negociación directa entre Nicolás Maduro y Edmundo González sin el protagonismo de María Corina Machado. Los que desconfían del chavismo piensan que esta es otra de sus tretas para dilatar una negociación y conseguir su objetivo último, seguir en el poder a cualquier precio. Finalmente Brasil, Colombia y México dan un comunicado conjunto sobre las elecciones en Venezuela, publicado por la cancillería de Colombia, quienes exigen la divulgación transparente de los resultados electorales, respetando el principio de la soberanía popular. El 24 de agosto Gustavo Petro insisten en en la necesidad de difundir las actas electorales “desglosadas por mesa de votación”, tras el aval del Tribunal Supremo de Justicia (TSJ) de Venezuela a la victoria de Nicolás Maduro.
El 16 de septiembre la Cámara de Representantes de Colombia reconoce a Edmundo González como presidente electo con una votación mayoritaria de 86 a favor y 24 en contra. El 24 de septiembre los senadores aprobaron un documento avalado por 48 votos y 6 en contra que insta a Gustavo Petro a "reconocer públicamente a los verdaderos ganadores de dicho proceso electoral, que no corresponden al régimen actual de Nicolás Maduro", el senado reconoce la victoria de Edmundo González en las elecciones presidenciales en Venezuela.
El 30 de octubre Colombia advirtió que no reconocerá a Nicolás Maduro luego del 10 de enero de 2025 si antes no presenta las actas electorales. «La postura del Gobierno Nacional de Colombia sigue siendo clara: la presentación de las actas debe realizarse antes de que culmine el actual período presidencial».
El 9 de noviembre el gobierno venezolano anuncia que vendera la empresa Monómeros Colombo Venezolanos ubicada en Barranquilla antes de enero de 2025, cuando se posesiona Trump, al poner en riesgo con una  supuesta sanción contra Monómeros a causa de la triangulación hecha con Pequiven y su empresa filial de Hong Kong International Petrochemicals Corporation ltd (IPCL) y pueda perder esos activos, las negociaciones ya están suficientemente avanzadas y había un primer acuerdo de compraventa por más de 300 millones de dólares. Aunque fue valorado en 600 millones en 2022. 
El presidente Gustavo Petro, reaccionó enviando una carta a Nicolás Maduro, en la cual expresó su preocupación por la posible venta de la compañía productora de fertilizantes, Monómeros Colombo Venezolanos."Me opongo integralmente a una privatización de la empresa Monómeros localizada en Barranquilla. Ya lo intentó insanamente el Dapre de Duque, ahora repite el ministro Saab" y agregó mencionando a Alex Saab, supuesto testaferro de Nicolás Maduro acusado de lavar dinero, que estuvo preso en Estados Unidos. El canciller Yván Gil exigió a su par de Bogotá, Luis Gilberto Murillo, que detenga la "charlatanería "No toleramos una palabra más sobre la patria de (Simón) Bolívar, las consecuencias las lamentará profundamente, ya se lo hemos advertido. Detenga ya la charlatanería confeccionada desde el norte" Nicolás Petro, hijo del presidente Gustavo Petro, habría utilizado su situación como diputado para acceder dos puestos de representación de Colombia en agosto de 2022 en Monómeros, ante la negación de la negación de una pregunta durante una entrevista al funcionario colombiano José Cristóbal Padilla director de Monómeros: “No sé qué estaría pensando. Con Nicolás Petro no tengo ninguna especie de relación que tenga que ver con Monómeros, mi responsabilidad es directamente con el presidente, yo me entiendo directamente, siempre ha sido así, con Gustavo Petro”.

## Relaciones comerciales
En 1969, se forma la Comunidad Andina, una organización destinada al desorrollo económico de Sudamérica, en el cual hace parte Colombia, en el año de 1973, Venezuela se une a esta comunidad. Esta Comunidad plantea la integración y el mejoramiento del comercio entre los diversos países de la región.
En 2006, el gobierno de Venezuela decide retirarse de la comunidad, debido a que los gobiernos de Colombia y Perú habían firmado acuerdos de libre comercio con los Estados Unidos. Esta acción empeoró las relaciones comerciales haciendo de que fuera más difícil el establecimiento de rutas comerciales entre Colombia y Venezuela.